# دهستان کانپی
دهستان کانپی (به لاتین: Kanepi Parish) یک دهستان در استونی است که در شهرستان پولوا واقع شده‌است.

## خصوصیات
دهستان کانپی ۲۳۱٫۴۳ کیلومترمربع مساحت و ۲٬۵۱۱ نفر جمعیت دارد.